# هاروی بنت
هاروی بنت (انگلیسی: Harve Bennett؛ ۱۷ اوت ۱۹۳۰ – ۲۵ فوریهٔ ۲۰۱۵) فیلم‌نامه‌نویس و تهیه‌کننده فیلم یهودی‌تبار اهل ایالات متحده آمریکا بود. وی بین سال‌های ۱۹۵۵ تا ۱۹۹۸ میلادی فعالیت می‌کرد.
یکی از دلایل شهرت او، تهیهٔ مجموعه فیلم‌های جنگ ستارگان است.
از فیلم‌ها یا مجموعه‌های تلویزیونی دیگری که وی در آن‌ها نقش داشته است، می‌توان به پیشتازان فضا ۳: جستجو برای اسپاک، پیشتازان فضا ۴: سفر به خانه ، پیشتازان فضا ۵: واپسین مانع ، دارا و ندار، مرد نامرئی و مرد شش میلیون دلاری اشاره نمود.